# Salvatore Oppes
Salvatore Oppes (ur. 2 listopada 1909 w Pozzomaggiore, zm. 27 lutego 1987 w Rzymie) – włoski jeździec sportowy, medalista olimpijski.

## Życiorys
Startował w skokach przez przeszkody oraz w WKKW. Na igrzyskach olimpijskich w 1952 w Helsinkach zajął 31. miejsce w indywidualnym konkursie skoków przez przeszkody. Startował także w WKKW, ale go nie ukończył.
Zdobył srebrny medal w drużynowym konkursie skoków przez przeszkody na igrzyskach olimpijskich w 1956 w Sztokholmie, razem z braćmi Raimondo i Piero D’Inzeo. W konkursie indywidualnym zajął 24. miejsce. Startował na koniu Pagoro.
Był również brązowym medalistą mistrzostw Europy w indywidualnym konkursie skoków przez przeszkody w 1957 w Rotterdamie.

## Rodzina
Jego młodszy brat Antonio również był jeźdźcem, medalistą olimpijskim z 1960